# Titan Quest: Immortal Throne
Titan Quest: Immortal Throne – gra komputerowa z gatunku hack and slash stworzona przez Iron Lore Entertainment i wydana 30 marca 2007 przez THQ. Jest to dodatek do gry Titan Quest, który rozszerza świat znany z gry Titan Quest o Hades. Rozszerzenie dodaje również m.in. misje i klasy postaci.